# چوهاراست
چِوهاراست (به مجاری:  Csévharaszt) یک شهرداری در مجارستان است که در ناحیه مونور واقع شده‌است. چوهاراست ۴۹٫۲۳ کیلومتر مربع مساحت و ۱٬۹۳۰ نفر جمعیت دارد.